# Iryna Bilyk
Iryna Mykolayivna Bilyk (en ukrainien : Ірина Миколаївна Білик), née le 6 avril en 1970 à Kiev, est une auteure-compositrice-interprète et poétesse ukrainienne.

## Biographie
Iryna Bilyk écrit sa première chanson à l'âge de dix ans. Dans les années 1990, elle participe au renouveau de la musique moderne ukrainienne. 
En 1995, Iryna Bilyk se produit devant le président américain, Bill Clinton. Elle est également l'une des premières artistes ukrainiennes à collaborer avec des artistes internationaux. 
Très active depuis le début de sa carrière, elle interprète des chansons en ukrainien, en russe et en polonais,.
Parmi ses titres les plus populaires se distinguent Snow, You are mine, So simple, Paints, Love .... Poison ou Don't hide your eyes,. 

## Vie privée
Le 27 octobre 2007, Iryna Bilyk se marie avec Dmytro Dikoussar, son partenaire de danse de l'émission télévisée Dancing with the Stars en Ukraine. La cérémonie de mariage a lieu à Rio de Janeiro,. En 2015, elle se marie avec le réalisateur et photographe, Aslan Akhmadov.

## Reconnaissance
Iryna Bilyk est nommée « artiste du Peuple de l'Ukraine » en 2008. En 2020, elle obtient le titre de troisième classe de l'Ordre de la princesse Olga.

## Discographie
- 1990 : Кувала зозуля
- 1994 : Я розкажу
- 1995 : Nova
- 1996 : Так просто
- 1998 : Фарби
- 2000 : Ома
- 2002 : Biłyk
- 2003 : Країна
- 2004 : Любовь. Яд
- 2008 : На бис
- 2014 : Рассвет
- 2017 : Без Грима